# Gordonia penangensis
Gordonia penangensis är en tvåhjärtbladig växtart som beskrevs av Ridley. Gordonia penangensis ingår i släktet Gordonia och familjen Theaceae. Inga underarter finns listade i Catalogue of Life.